# 裴光庭
裴光庭（676年—733年3月27日），字連城，絳州聞喜縣（今山西闻喜东北）人。
裴行儉之子。幼年喪父，母庫狄氏被武則天召為御正，極受寵信。裴光庭被提拔至太常丞。因是武三思女婿，一度受牽累貶官郢州司馬。開元年間，歷任右率府中郎將、司門郎中、兵部郎中。開元十七年（729年）升中書侍郎、同中書門下平章事，遷黃門侍郎。開元十八年（730年）升侍中，兼吏部尚書，加弘文館學士。開元二十年（732年）七月裴光庭與中書令蕭嵩分押左右廂兵，與蕭嵩爭權不協。十一月授光祿大夫，封正平縣男。開元二十一年（733年）卒，贈太師，諡忠獻。張九齡撰《裴光庭碑》。

## 家庭

### 妻妾

#### 妻
- 武三思女（696年—744年9月29日）

### 子孫
- 裴稹（701年—740年），字道安，祠部員外郎，正平縣子
  - 裴倩，字容卿，度支郎中、正平縣男，諡節
    - 裴均，字君齊，山南東道節度使、檢校左僕射、同平章事、郇國公
      - 裴鉷，鳳翔府參軍、河東縣男
      - 裴鍔，江陵縣尉
      - 裴鋗，陽翟縣令
      - 裴鐈
      - 裴鎬

  - 裴儆，字九思，左金吾將軍，諡成
    - 裴𡐖，殿中丞
    - 裴墐，字封叔，吉州長史
      - 裴銑

    - 裴埴，字靖之，秘書監
    - 裴塤，戶部郎中
      - 裴鐇
      - 裴鍠，字振德

  - 裴倚，殿中侍御史
  - 裴侑，榆次縣尉

## 延伸阅读
[在维基数据编辑]
 在维基文库阅读此作者作品
 《新唐書·卷108》，出自《新唐書》